# El Marqués (serie de televisión)
El Marqués es una serie de televisión española drama criminal y de época creada por Begoña Álvarez e Ignacio del Moral para Telecinco. Está producida por Unicorn Content y protagonizada por Juan Amodeo,Víctor Clavijo, José Pastor, Juan Fernández, Lara Grube, Paco Tous, Laura Baena, Cinta Ramírez, Óscar de la Fuente y Joaquín Núñez. Fue estrenada en Telecinco el 22 de mayo de 2024

## Trama
La trama de El Marqués relata el crimen de Los Galindos a través de dos líneas temporales. En 1977, el joven periodista Onofre Romera (José Pastor) regresa a su pueblo natal para escribir un artículo sobre el suceso y encuentra una sociedad traumatizada y dividida, familias enfrentadas y un camino que le llevará a sacar nuevas conclusiones y confrontarse con el marqués, don Rafael Pertierra y Medina (Víctor Clavijo). Dos años antes, en 1975, se cuentan las siete semanas que precedieron al crimen, prestando atención a diversas teorías y testimonios.

## Reparto

### Principal
- José Pastor como Onofre Romera Pascual
- Víctor Clavijo como el marqués Rafael Pertierra de Medina
- Paco Tous como Francisco Picazo
- Óscar de la Fuente como Alberto Carabias Pontes
- Juan Fernández como Alejandro Perezagua
- Joaquín Núñez como Don Joaquín
- Cinta Ramírez como Chelo Mayor Fuentes
- Lara Grube como Concha Perezagua
- Sebastián Haro como cabo Jiménez
- Juan Motilla como Ceferino Romera
- Inma Pérez-Quirós como Francisca "Paqui" Pascual
- Laura Baena Torres como María Rosa "Rosita" Martín Pascual

con la colaboración especial de
- Adelfa Calvo como madre de Rafael

### Invitado
- Jorge Bosch como Solís (Episodio 1)
- María Cabrera como Doña Olga (Episodio 1; Episodio 3)
- Juan Amodeo como Luisito (Episodio 1 - Episodio 3)
- Chusa Barbero como Maruja (Episodio 1; Episodio 3)
- Carmen Orellana (Episodio 1; Episodio 3)
- Alex Peña como Eutropio (Episodio 1 - Episodio 3)
- José Chaves como Pepe Mayor (Episodio 1; Episodio 3)
- Alfonso Begara como Pedro González (Episodio 1)
- Andrés Blanco como Dionisio (Episodio 1)
- Raúl Yuste como Redactor (Episodio 1)
- Nico Montoya como "El Chanclas" (Episodio 1)
- Gregor Aquña-Pohl como Clemente (Episodio 1; Episodio 3)
- Antonio Sides (Episodio 1)
- Ernesto Pfluger (Episodio 1)
- David Pavón como Curro (Episodio 1)
- Nacho Gómez (Episodio 1)
- Joel de la Rosa como Jorge Pertierra Perezagua (Episodio 1)
- Rafa Gallardo (Episodio 1)
- Juan Aroca como Severo (Episodio 1 - Episodio 3)
- Mila Fernández como Ágata Molina (Episodio 1)
- Miguel Ángel Páez Minguet (Episodio 1)
- Jacinto Bobo (Episodio 1)
- Adelaida Gallardo Polo (Episodio 1)
- Ibrahim Al Shami J. como Ramón Pertierra de Medina (Episodio 2)
- Antonio Estrada (Episodio 2)
- Rubén Carballés (Episodio 2)
- Álvaro Pérez (Episodio 2)
- Víctor Castilla (Episodio 2)
- José Fernández (Episodio 2)
- Luis Felpeto (Episodio 2)
- Miguel Zurita (Episodio 2 - Episodio 3)
- Michael Collis como Asturiano (Episodio 2)
- Paco Pozo (Episodio 2)
- Farah Hamed como Selua (Episodio 2)
- Ana Cuesta como Solita (Episodio 2 - Episodio 3)
- Carlos Manuel Ibarra (Episodio 2)
- Carmelo Crespo (Episodio 2)
- Miguel Guardiola (Episodio 2)
- Carlos Tirado como Parroquiano (Episodio 2)
- Manuel Navarro como Parroquiano  (Episodio 2)
- Manuel Monteagudo (Episodio 3)
- Úrsula Díaz Manzano (Episodio 3)
- Paco Inestrosa (Episodio 3)
- Xisco González como Ángel (Episodio 3)
- Rafa de Vera como Don Remigio (Episodio 3)
- Christian Sampedro (Episodio 3)
- Ana Romero (Episodio 3)

### Próximas incorporaciones
- Adela Castaño como Ascensión
- Javier Almeda como Doctor

## Episodios y audiencias
| Temporada | Temporada | Episodios | Estreno            | Final               | Audiencia media | Audiencia media | Audiencia media |
| Temporada | Temporada | Episodios | Estreno            | Final               | Espectadores    | Cuota           |                 |
| --------- | --------- | --------- | ------------------ | ------------------- | --------------- | --------------- | --------------- |
|           | 1         | 6         | 22 de mayo de 2024 | 26 de junio de 2024 | 1 064 000       | 11,4%           |                 |

## Episodios
| N.º | Título                  | Dirigido por                       | Escrito por                               | Fecha de emisión original | Audiencia (millones) |
| --- | ----------------------- | ---------------------------------- | ----------------------------------------- | ------------------------- | -------------------- |
| 1   | «Aquí mataron a cinco»  | Begoña Álvarez                     | Ignacio del Moral y Begoña Álvarez        | 22 de mayo de 2024        | 1 373 000 (13,9%)    |
| 2   | «La reina mora»         | José Ramón Ayerra                  | David Planell Serrano                     | 29 de mayo de 2024        | 1 047 000 (10,9%)    |
| 3   | «Las voces del pasado»  | José Ramón Ayerra y Begoña Álvarez | Ignacio del Moral                         | 5 de junio de 2024        | 1 025 000 (11,0%)    |
| 4   | «Torre Bahía»           | José Ramón Ayerra                  | David Planell Serrano                     | 12 de junio de 2024       | 994 000 (10,3%)      |
| 5   | «Completando el puzzle» | José Ramón Ayerra                  | Ignacio del Moral                         | 19 de junio de 2024       | 889 000 (9,5%)       |
| 6   | «Revelaciones»          | José Ramón Ayerra                  | Ignacio del Moral y David Planell Serrano | 26 de junio de 2024       | 1 053 000 (12,5%)    |

### La verdad de Los Galindos
| N.º | Título       | Fecha de emisión original | Audiencia (millones) |
| --- | ------------ | ------------------------- | -------------------- |
| 1   | «Programa 1» | 22 de mayo de 2024        | 758 000 (14,5%)      |
| 2   | «Programa 2» | 29 de mayo de 2024        | 506 000 (10,6%)      |
| 3   | «Programa 3» | 05 de junio de 2024       | 420 000 (10,0%)      |
| 4   | «Programa 4» | 12 de junio de 2024       | 392 000 (9,4%)       |
| 5   | «Programa 5» | 19 de junio de 2024       | 410 000 (10,0%)      |
| 6   | «Programa 6» | 26 de junio de 2024       | 524 000 (13,2%)      |

## Producción
En octubre de 2023, Mediaset España anunció la producción de dos proyectos centrados alrededor del crimen de Los Galindos para Telecinco, la serie documental de true crime Los Galindos. Toda la verdad y la serie de ficción El Márqués, el último de los cuales estaría producido por Unicorn Content y protagonizado por José Pastor, Cinta Ramírez, Víctor Clavijo, Juan Fernández, Paco Tous y Laura Baena. Debido a la negativa de los habitantes del pueblo de Paradas, donde sucedió el crimen, al rodaje de la serie en su localidad, el rodaje de la serie tuvo lugar principalmente en otros municipios de Andalucía y en particular de la provincia de Sevilla como Carmona, Alcalá de Guadaíra, Mairena del Alcor, Sevilla y Huelva, con algunas escenas rodadas en Ceuta, Madrid y Barcelona.

## Lanzamiento y marketing
El 10 de abril de 2024, Telecinco lanzó la primera promo de El Marqués. El estreno fue inicialmente programado para el 15 de mayo de 2024, aplazándose finalmente al 22 de mayo. 

## Recepción
El Marqués ha recibido críticas generalmente positivas por parte de los críticos. Juan Arcones de El Televisero elogió el apartado visual diciendo que "todo está perfectamente creado para retrotraernos a ese país gris de mediados de la década [...] Ya desde el inicio [...] podemos darnos cuenta de que estamos ante una serie muy cinematográfica" y su vuelta de tuerca escribiendo que "por momentos nos parece estar viendo una serie diaria de época, al estilo de Sueños de libertad. Pero esta producción de Telecinco siempre se las apaña para devolvernos a la realidad, con escenas más crudas o incluso violentas", concluyendo que el piloto de la serie "nos plantea un muy interesante primer episodio que, pese a que peca de ser demasiado largo (dura un poco más de un hora), funciona en líneas generales". Sergio Espí de Okdiario escribió que el guion "hace una gran labor de funambulismo entre lo explicativo y lo sutil, haciendo una apuesta por un costumbrismo veraz pero no tedioso, y eso que no es una historia fácil de narrar" y que los dos tiempos narrativos "se distinguen a la perfección gracias a una fotografía inteligente y llamativa", además de elogiar la interpretación de Víctor Clavijo diciendo que "nos regala un recital interpretativo envidiable".
Fernando S. Palenzuela de Formula TV, por otra parte, fue más mixto, elogiando su uso de los saltos temporales diciendo que a la serie "le sienta[n] muy bien [...] ya que permite que el espectador, quien se identificará con Onofre, vaya descubriendo elementos del pasado para conformarse sus propias teorías" y describiendo las interpretaciones como "notables [...] forman un conjunto armonioso en donde todos los personajes están perfectamente equilibrados", pero también criticando los valores de producción diciendo que "rezuma a antiguo cuando nos encontramos con recursos visuales como el empleo del filtro amarillo para marcar el pasado y el filtro azul para subrayar el presente" y que "es una pena, pues estos añadidos de posproducción le quitan la magia a unos escenarios brillantes", para al final concluir que "es una serie que sorprende y que consigue romper los prejuicios y las expectativas que tenías con ella".